# Calizzano
Calizzano là một đô thị ở tỉnh Savona ở vùng Liguria của Ý, có khoảng cách khoảng 70 km về phía tây nam của Genoa và khoảng 30 km về phía tây của Savona. Tại thời điểm ngày 31 tháng 12 năm 2004, đô thị này có dân số 1.604 người và diện tích là 63,3 km².
Đô thị Calizzano có các frazioni (các đơn vị cấp dưới, chủ yếu là các làng) Mereta, Vetria, và Caragna.
Calizzano giáp các đô thị: Bagnasco, Bardineto, Bormida, Garessio, Magliolo, Massimino, Murialdo, Osiglia, Priola, và Rialto.